# Estrela de Bessèges de 2020
A 50.ª edição da competição ciclista Estrela de Bessèges (chamado oficialmente: Etoile de Bessèges) foi uma carreira de ciclismo de estrada por etapas que se celebrou entre 5 e 9 de fevereiro de 2020 na França com início na cidade de Bellegarde e final na cidade de Alès, sobre uma distância total de 610,9 km.
A carreira fez parte do UCI Europe Tour de 2020, calendário ciclístico dos Circuitos Continentais da UCI dentro da categoria 2.1. O vencedor final foi o francês Benoît Cosnefroy da AG2R La Mondiale. Completaram o pódio, como segundo e terceiro classificado respectivamente, o italiano Alberto Bettiol da EF e o também francês Alexys Brunel da Groupama-FDJ.

## Equipas participantes
Tomaram parte na carreira 20 equipas: 7 de categoria UCI WorldTeam convidados pela organização, 8 de categoria UCI ProTeam, e 5 de categoria Continental. Formaram assim um pelotão de 139 ciclistas dos que acabaram 114. As equipas participantes foram:
| Equipes WorldTeam (7)- AG2R La Mondiale - Groupama-FDJ - Cofidis - NTT Pro Cycling - CCC Team - Trek-Segafredo - EF Pro Cycling Equipes ProTeam (8)- B&B Hotels-Vital Concept p/b KTM - Arkéa-Samsic - Nippo Delko One Provence - Total Direct Énergie - Circus-Wanty Gobert - Sport Vlaanderen-Baloise - Alpecin-Fenix - Bingoal-Wallonie Bruxelles Equipes Continentais (5)- Saint Michel-Auber 93 - Natura4Ever-Roubaix Lille Métropole - Equipo Kern Pharma - Cambodia Cycling Academy - Beltrami TSA-Marchiol |
| |

## Percorrido
A Estrela de Bessèges dispôs de cinco etapas dividido numa etapa plana, três em media montanha, e uma contrarrelógio individual para um percurso total de 610,9 quilómetros.
| Etapa | Data   | Percurso                     | type                      | Distância (km) | Elevação (m) | Vencedor        | Líder geral      |
| ----- | ------ | ---------------------------- | ------------------------- | -------------- | ------------ | --------------- | ---------------- |
| 1     | 5 fev. | Bellegarde – Bellegarde      | etapa plana               | 139,56         | 750 m        | Alexys Brunel   | Alexys Brunel    |
| 2     | 6 fev. | Milhaud – Poulx              | etapa escarpada           | 158,31         | 1 959 m      | Magnus Cort     | Alexys Brunel    |
| 3     | 7 fev. | Bessèges – Bessèges          | etapa escarpada           | 162,24         | 414 m        | Dries De Bondt  | Alexys Brunel    |
| 4     | 8 fev. | Ponte do Gard – Mont Bouquet | etapa escarpada           | 139,68         | 2 689 m      | Ben O'Connor    | Benoît Cosnefroy |
| 5     | 9 fev. | Alès – Alès                  | contrarrelógio individual | 10,88          | 278 m        | Alberto Bettiol | Benoît Cosnefroy |

## Desenvolvimento da carreira

### 1.ª etapa
| Bellegarde - Bellegarde | etapa plana | (139,56 km) |

| \| Classificação por etapas \| Classificação por etapas \| Classificação por etapas \| Classificação por etapas \| Classificação por etapas \| \| Ciclista \| Ciclista \| Equipe \| Tempo \| \| \| ------------------------ \| ------------------------ \| -------------------------------- \| ------------------------ \| ------------------------ \| \| 1. \| Alexys Brunel \| Groupama-FDJ \| 3h20m43s \| \| \| 2. \| Benoît Cosnefroy \| AG2R La Mondiale \| + 1s \| \| \| 3. \| Edward Planckaert \| Sport Vlaanderen-Baloise \| + 3s \| \| \| 4. \| Alex Kirsch \| Trek-Segafredo \| + 5s \| \| \| 5. \| Scott Thwaites \| Alpecin-Fenix \| + 8s \| \| \| 6. \| Kevin Geniets \| Groupama-FDJ \| + 8s \| \| \| 7. \| Gijs Van Hoecke \| CCC Team \| + 8s \| \| \| 8. \| Lilian Calmejane \| Total Direct Énergie \| + 8s \| \| \| 9. \| Arthur Vichot \| B&B Hotels-Vital Concept p/b KTM \| + 8s \| \| \| 10. \| Flavien Maurelet \| Saint Michel-Auber 93 \| + 13s \| \| |                   |                                  |          |
| |                   |                                  |          |
| Fonte: ProCyclingStats |                   |                                  |          |
| Classificação por etapas |                   |                                  |          |
| Ciclista | Ciclista          | Equipe                           | Tempo    |
| 1. | Alexys Brunel     | Groupama-FDJ                     | 3h20m43s |
| 2. | Benoît Cosnefroy  | AG2R La Mondiale                 | + 1s     |
| 3. | Edward Planckaert | Sport Vlaanderen-Baloise         | + 3s     |
| 4. | Alex Kirsch       | Trek-Segafredo                   | + 5s     |
| 5. | Scott Thwaites    | Alpecin-Fenix                    | + 8s     |
| 6. | Kevin Geniets     | Groupama-FDJ                     | + 8s     |
| 7. | Gijs Van Hoecke   | CCC Team                         | + 8s     |
| 8. | Lilian Calmejane  | Total Direct Énergie             | + 8s     |
| 9. | Arthur Vichot     | B&B Hotels-Vital Concept p/b KTM | + 8s     |
| 10. | Flavien Maurelet  | Saint Michel-Auber 93            | + 13s    |

| \| Classificação geral \| Classificação geral \| Classificação geral \| Classificação geral \| Classificação geral \| \| Ciclista \| Ciclista \| Equipe \| Tempo \| \| \| ------------------- \| ------------------- \| -------------------------------- \| ------------------- \| ------------------- \| \| 1. \| Alexys Brunel \| Groupama-FDJ \| 3h20m43s \| \| \| 2. \| Benoît Cosnefroy \| AG2R La Mondiale \| + 3s \| \| \| 3. \| Edward Planckaert \| Sport Vlaanderen-Baloise \| + 10s \| \| \| 4. \| Alex Kirsch \| Trek-Segafredo \| + 16s \| \| \| 5. \| Kevin Geniets \| Groupama-FDJ \| + 17s \| \| \| 6. \| Scott Thwaites \| Alpecin-Fenix \| + 19s \| \| \| 7. \| Gijs Van Hoecke \| CCC Team \| + 19s \| \| \| 8. \| Lilian Calmejane \| Total Direct Énergie \| + 19s \| \| \| 9. \| Arthur Vichot \| B&B Hotels-Vital Concept p/b KTM \| + 19s \| \| \| 10. \| Flavien Maurelet \| Saint Michel-Auber 93 \| + 24s \| \| |                   |                                  |          |
| |                   |                                  |          |
| Fonte: ProCyclingStats |                   |                                  |          |
| Classificação geral |                   |                                  |          |
| Ciclista | Ciclista          | Equipe                           | Tempo    |
| 1. | Alexys Brunel     | Groupama-FDJ                     | 3h20m43s |
| 2. | Benoît Cosnefroy  | AG2R La Mondiale                 | + 3s     |
| 3. | Edward Planckaert | Sport Vlaanderen-Baloise         | + 10s    |
| 4. | Alex Kirsch       | Trek-Segafredo                   | + 16s    |
| 5. | Kevin Geniets     | Groupama-FDJ                     | + 17s    |
| 6. | Scott Thwaites    | Alpecin-Fenix                    | + 19s    |
| 7. | Gijs Van Hoecke   | CCC Team                         | + 19s    |
| 8. | Lilian Calmejane  | Total Direct Énergie             | + 19s    |
| 9. | Arthur Vichot     | B&B Hotels-Vital Concept p/b KTM | + 19s    |
| 10. | Flavien Maurelet  | Saint Michel-Auber 93            | + 24s    |

### 2.ª etapa
| Milhaud - Poulx | etapa escarpada | (158,31 km) |

| \| Classificação por etapas \| Classificação por etapas \| Classificação por etapas \| Classificação por etapas \| Classificação por etapas \| \| Ciclista \| Ciclista \| Equipe \| Tempo \| \| \| ------------------------ \| ------------------------ \| ----------------------------------- \| ------------------------ \| ------------------------ \| \| 1. \| Magnus Cort \| EF Pro Cycling \| 3h47m46s \| \| \| 2. \| Edvald Boasson Hagen \| NTT Pro Cycling \| + 0s \| \| \| 3. \| Tom Devriendt \| Circus-Wanty Gobert \| + 0s \| \| \| 4. \| Anthony Turgis \| Total Direct Énergie \| + 0s \| \| \| 5. \| Emiel Vermeulen \| Natura4Ever-Roubaix Lille Métropole \| + 0s \| \| \| 6. \| Alexander Krieger \| Alpecin-Fenix \| + 0s \| \| \| 7. \| Pierre Barbier \| Nippo-Delko One Provence \| + 0s \| \| \| 8. \| Clément Venturini \| AG2R La Mondiale \| + 0s \| \| \| 9. \| Roy Jans \| Alpecin-Fenix \| + 0s \| \| \| 10. \| Biniam Girmay \| Nippo-Delko One Provence \| + 0s \| \| |                      |                                     |          |
| |                      |                                     |          |
| Fonte: ProCyclingStats |                      |                                     |          |
| Classificação por etapas |                      |                                     |          |
| Ciclista | Ciclista             | Equipe                              | Tempo    |
| 1. | Magnus Cort          | EF Pro Cycling                      | 3h47m46s |
| 2. | Edvald Boasson Hagen | NTT Pro Cycling                     | + 0s     |
| 3. | Tom Devriendt        | Circus-Wanty Gobert                 | + 0s     |
| 4. | Anthony Turgis       | Total Direct Énergie                | + 0s     |
| 5. | Emiel Vermeulen      | Natura4Ever-Roubaix Lille Métropole | + 0s     |
| 6. | Alexander Krieger    | Alpecin-Fenix                       | + 0s     |
| 7. | Pierre Barbier       | Nippo-Delko One Provence            | + 0s     |
| 8. | Clément Venturini    | AG2R La Mondiale                    | + 0s     |
| 9. | Roy Jans             | Alpecin-Fenix                       | + 0s     |
| 10. | Biniam Girmay        | Nippo-Delko One Provence            | + 0s     |

| \| Classificação geral \| Classificação geral \| Classificação geral \| Classificação geral \| Classificação geral \| \| Ciclista \| Ciclista \| Equipe \| Tempo \| \| \| ------------------- \| ------------------- \| -------------------------------- \| ------------------- \| ------------------- \| \| 1. \| Alexys Brunel \| Groupama-FDJ \| 7h08m18s \| \| \| 2. \| Benoît Cosnefroy \| AG2R La Mondiale \| + 3s \| \| \| 3. \| Edward Planckaert \| Sport Vlaanderen-Baloise \| + 10s \| \| \| 4. \| Alex Kirsch \| Trek-Segafredo \| + 16s \| \| \| 5. \| Kevin Geniets \| Groupama-FDJ \| + 17s \| \| \| 6. \| Gijs Van Hoecke \| CCC Team \| + 19s \| \| \| 7. \| Lilian Calmejane \| Total Direct Énergie \| + 19s \| \| \| 8. \| Scott Thwaites \| Alpecin-Fenix \| + 19s \| \| \| 9. \| Arthur Vichot \| B&B Hotels-Vital Concept p/b KTM \| + 19s \| \| \| 10. \| Flavien Maurelet \| Saint Michel-Auber 93 \| + 24s \| \| |                   |                                  |          |
| |                   |                                  |          |
| Fonte: ProCyclingStats |                   |                                  |          |
| Classificação geral |                   |                                  |          |
| Ciclista | Ciclista          | Equipe                           | Tempo    |
| 1. | Alexys Brunel     | Groupama-FDJ                     | 7h08m18s |
| 2. | Benoît Cosnefroy  | AG2R La Mondiale                 | + 3s     |
| 3. | Edward Planckaert | Sport Vlaanderen-Baloise         | + 10s    |
| 4. | Alex Kirsch       | Trek-Segafredo                   | + 16s    |
| 5. | Kevin Geniets     | Groupama-FDJ                     | + 17s    |
| 6. | Gijs Van Hoecke   | CCC Team                         | + 19s    |
| 7. | Lilian Calmejane  | Total Direct Énergie             | + 19s    |
| 8. | Scott Thwaites    | Alpecin-Fenix                    | + 19s    |
| 9. | Arthur Vichot     | B&B Hotels-Vital Concept p/b KTM | + 19s    |
| 10. | Flavien Maurelet  | Saint Michel-Auber 93            | + 24s    |

### 3.ª etapa
| Bessèges - Bessèges | etapa escarpada | (162,24 km) |

| \| Classificação por etapas \| Classificação por etapas \| Classificação por etapas \| Classificação por etapas \| Classificação por etapas \| \| Ciclista \| Ciclista \| Equipe \| Tempo \| \| \| ------------------------ \| ------------------------ \| ----------------------------------- \| ------------------------ \| ------------------------ \| \| 1. \| Dries De Bondt \| Alpecin-Fenix \| 3h54m56s \| \| \| 2. \| Georg Zimmermann \| CCC Team \| + 0s \| \| \| 3. \| Magnus Cort \| EF Pro Cycling \| + 2s \| \| \| 4. \| Roy Jans \| Alpecin-Fenix \| + 2s \| \| \| 5. \| Clément Venturini \| AG2R La Mondiale \| + 2s \| \| \| 6. \| Emiel Vermeulen \| Natura4Ever-Roubaix Lille Métropole \| + 2s \| \| \| 7. \| Tom Devriendt \| Circus-Wanty Gobert \| + 2s \| \| \| 8. \| Lionel Taminiaux \| Bingoal-Wallonie Bruxelles \| + 2s \| \| \| 9. \| Robbe Ghys \| Sport Vlaanderen-Baloise \| + 2s \| \| \| 10. \| Nicolò Parisini \| Beltrami TSA-Marchiol \| + 2s \| \| |                   |                                     |          |
| |                   |                                     |          |
| Fonte: ProCyclingStats |                   |                                     |          |
| Classificação por etapas |                   |                                     |          |
| Ciclista | Ciclista          | Equipe                              | Tempo    |
| 1. | Dries De Bondt    | Alpecin-Fenix                       | 3h54m56s |
| 2. | Georg Zimmermann  | CCC Team                            | + 0s     |
| 3. | Magnus Cort       | EF Pro Cycling                      | + 2s     |
| 4. | Roy Jans          | Alpecin-Fenix                       | + 2s     |
| 5. | Clément Venturini | AG2R La Mondiale                    | + 2s     |
| 6. | Emiel Vermeulen   | Natura4Ever-Roubaix Lille Métropole | + 2s     |
| 7. | Tom Devriendt     | Circus-Wanty Gobert                 | + 2s     |
| 8. | Lionel Taminiaux  | Bingoal-Wallonie Bruxelles          | + 2s     |
| 9. | Robbe Ghys        | Sport Vlaanderen-Baloise            | + 2s     |
| 10. | Nicolò Parisini   | Beltrami TSA-Marchiol               | + 2s     |

| \| Classificação geral \| Classificação geral \| Classificação geral \| Classificação geral \| Classificação geral \| \| Ciclista \| Ciclista \| Equipe \| Tempo \| \| \| ------------------- \| ------------------- \| -------------------------------- \| ------------------- \| ------------------- \| \| 1. \| Alexys Brunel \| Groupama-FDJ \| 11h03m16s \| \| \| 2. \| Benoît Cosnefroy \| AG2R La Mondiale \| + 3s \| \| \| 3. \| Edward Planckaert \| Sport Vlaanderen-Baloise \| + 10s \| \| \| 4. \| Alex Kirsch \| Trek-Segafredo \| + 16s \| \| \| 5. \| Kevin Geniets \| Groupama-FDJ \| + 17s \| \| \| 6. \| Scott Thwaites \| Alpecin-Fenix \| + 19s \| \| \| 7. \| Gijs Van Hoecke \| CCC Team \| + 19s \| \| \| 8. \| Lilian Calmejane \| Total Direct Énergie \| + 19s \| \| \| 9. \| Arthur Vichot \| B&B Hotels-Vital Concept p/b KTM \| + 19s \| \| \| 10. \| Flavien Maurelet \| Saint Michel-Auber 93 \| + 24s \| \| |                   |                                  |           |
| |                   |                                  |           |
| Fonte: ProCyclingStats |                   |                                  |           |
| Classificação geral |                   |                                  |           |
| Ciclista | Ciclista          | Equipe                           | Tempo     |
| 1. | Alexys Brunel     | Groupama-FDJ                     | 11h03m16s |
| 2. | Benoît Cosnefroy  | AG2R La Mondiale                 | + 3s      |
| 3. | Edward Planckaert | Sport Vlaanderen-Baloise         | + 10s     |
| 4. | Alex Kirsch       | Trek-Segafredo                   | + 16s     |
| 5. | Kevin Geniets     | Groupama-FDJ                     | + 17s     |
| 6. | Scott Thwaites    | Alpecin-Fenix                    | + 19s     |
| 7. | Gijs Van Hoecke   | CCC Team                         | + 19s     |
| 8. | Lilian Calmejane  | Total Direct Énergie             | + 19s     |
| 9. | Arthur Vichot     | B&B Hotels-Vital Concept p/b KTM | + 19s     |
| 10. | Flavien Maurelet  | Saint Michel-Auber 93            | + 24s     |

### 4.ª etapa
| Ponte do Gard - Mont Bouquet | etapa escarpada | (139,68 km) |

| \| Classificação por etapas \| Classificação por etapas \| Classificação por etapas \| Classificação por etapas \| Classificação por etapas \| \| Ciclista \| Ciclista \| Equipe \| Tempo \| \| \| ------------------------ \| ------------------------------ \| -------------------------- \| ------------------------ \| ------------------------ \| \| 1. \| Ben O'Connor \| NTT Pro Cycling \| 3h20m29s \| \| \| 2. \| Simon Clarke \| EF Pro Cycling \| + 16s \| \| \| 3. \| Kamil Małecki \| CCC Team \| + 16s \| \| \| 4. \| Alberto Bettiol \| EF Pro Cycling \| + 26s \| \| \| 5. \| Benoît Cosnefroy \| AG2R La Mondiale \| + 29s \| \| \| 6. \| Diego Rosa \| Arkéa-Samsic \| + 33s \| \| \| 7. \| Laurens Huys \| Bingoal-Wallonie Bruxelles \| + 36s \| \| \| 8. \| Nicolas Edet \| Cofidis \| + 36s \| \| \| 9. \| Aurélien Paret-Peintre \| AG2R La Mondiale \| + 38s \| \| \| 10. \| Daniel Alejandro Méndez Noreña \| Equipo Kern Pharma \| + 41s \| \| |                                |                            |          |
| |                                |                            |          |
| Fonte: ProCyclingStats |                                |                            |          |
| Classificação por etapas |                                |                            |          |
| Ciclista | Ciclista                       | Equipe                     | Tempo    |
| 1. | Ben O'Connor                   | NTT Pro Cycling            | 3h20m29s |
| 2. | Simon Clarke                   | EF Pro Cycling             | + 16s    |
| 3. | Kamil Małecki                  | CCC Team                   | + 16s    |
| 4. | Alberto Bettiol                | EF Pro Cycling             | + 26s    |
| 5. | Benoît Cosnefroy               | AG2R La Mondiale           | + 29s    |
| 6. | Diego Rosa                     | Arkéa-Samsic               | + 33s    |
| 7. | Laurens Huys                   | Bingoal-Wallonie Bruxelles | + 36s    |
| 8. | Nicolas Edet                   | Cofidis                    | + 36s    |
| 9. | Aurélien Paret-Peintre         | AG2R La Mondiale           | + 38s    |
| 10. | Daniel Alejandro Méndez Noreña | Equipo Kern Pharma         | + 41s    |

| \| Classificação geral \| Classificação geral \| Classificação geral \| Classificação geral \| Classificação geral \| \| Ciclista \| Ciclista \| Equipe \| Tempo \| \| \| ------------------- \| ------------------------------ \| -------------------------- \| ------------------- \| ------------------- \| \| 1. \| Benoît Cosnefroy \| AG2R La Mondiale \| 14h24m17s \| \| \| 2. \| Alexys Brunel \| Groupama-FDJ \| + 24s \| \| \| 3. \| Alberto Bettiol \| EF Pro Cycling \| + 40s \| \| \| 4. \| Lilian Calmejane \| Total Direct Énergie \| + 43s \| \| \| 5. \| Kevin Geniets \| Groupama-FDJ \| + 45s \| \| \| 6. \| Edward Planckaert \| Sport Vlaanderen-Baloise \| + 1m12s \| \| \| 7. \| Aurélien Paret-Peintre \| AG2R La Mondiale \| + 1m25s \| \| \| 8. \| Laurens Huys \| Bingoal-Wallonie Bruxelles \| + 1m28s \| \| \| 9. \| Damien Touzé \| Cofidis \| + 1m29s \| \| \| 10. \| Daniel Alejandro Méndez Noreña \| Equipo Kern Pharma \| + 1m33s \| \| |                                |                            |           |
| |                                |                            |           |
| Fonte: ProCyclingStats |                                |                            |           |
| Classificação geral |                                |                            |           |
| Ciclista | Ciclista                       | Equipe                     | Tempo     |
| 1. | Benoît Cosnefroy               | AG2R La Mondiale           | 14h24m17s |
| 2. | Alexys Brunel                  | Groupama-FDJ               | + 24s     |
| 3. | Alberto Bettiol                | EF Pro Cycling             | + 40s     |
| 4. | Lilian Calmejane               | Total Direct Énergie       | + 43s     |
| 5. | Kevin Geniets                  | Groupama-FDJ               | + 45s     |
| 6. | Edward Planckaert              | Sport Vlaanderen-Baloise   | + 1m12s   |
| 7. | Aurélien Paret-Peintre         | AG2R La Mondiale           | + 1m25s   |
| 8. | Laurens Huys                   | Bingoal-Wallonie Bruxelles | + 1m28s   |
| 9. | Damien Touzé                   | Cofidis                    | + 1m29s   |
| 10. | Daniel Alejandro Méndez Noreña | Equipo Kern Pharma         | + 1m33s   |

### 5.ª etapa
| Alès - Alès | contrarrelógio individual | (10,88 km) |

| \| Classificação por etapas \| Classificação por etapas \| Classificação por etapas \| Classificação por etapas \| Classificação por etapas \| \| Ciclista \| Ciclista \| Equipe \| Tempo \| \| \| ------------------------ \| ------------------------ \| ------------------------ \| ------------------------ \| ------------------------ \| \| 1. \| Alberto Bettiol \| EF Pro Cycling \| 15m13s \| \| \| 2. \| Magnus Cort \| EF Pro Cycling \| + 9s \| \| \| 3. \| Pierre Latour \| AG2R La Mondiale \| + 15s \| \| \| 4. \| Alexys Brunel \| Groupama-FDJ \| + 17s \| \| \| 5. \| Michael Valgren \| NTT Pro Cycling \| + 24s \| \| \| 6. \| Ben O'Connor \| NTT Pro Cycling \| + 25s \| \| \| 7. \| Benoît Cosnefroy \| AG2R La Mondiale \| + 27s \| \| \| 8. \| Aurélien Paret-Peintre \| AG2R La Mondiale \| + 28s \| \| \| 9. \| Edvald Boasson Hagen \| NTT Pro Cycling \| + 29s \| \| \| 10. \| Kamil Małecki \| CCC Team \| + 31s \| \| |                        |                  |        |
| |                        |                  |        |
| Fonte: ProCyclingStats |                        |                  |        |
| Classificação por etapas |                        |                  |        |
| Ciclista | Ciclista               | Equipe           | Tempo  |
| 1. | Alberto Bettiol        | EF Pro Cycling   | 15m13s |
| 2. | Magnus Cort            | EF Pro Cycling   | + 9s   |
| 3. | Pierre Latour          | AG2R La Mondiale | + 15s  |
| 4. | Alexys Brunel          | Groupama-FDJ     | + 17s  |
| 5. | Michael Valgren        | NTT Pro Cycling  | + 24s  |
| 6. | Ben O'Connor           | NTT Pro Cycling  | + 25s  |
| 7. | Benoît Cosnefroy       | AG2R La Mondiale | + 27s  |
| 8. | Aurélien Paret-Peintre | AG2R La Mondiale | + 28s  |
| 9. | Edvald Boasson Hagen   | NTT Pro Cycling  | + 29s  |
| 10. | Kamil Małecki          | CCC Team         | + 31s  |

## Classificações finais
- As classificações finalizaram da seguinte forma:[4]

### Classificação geral
| \| Classificação geral \| Classificação geral \| Classificação geral \| Classificação geral \| Classificação geral \| \| Ciclista \| Ciclista \| Equipe \| Tempo \| \| \| ------------------- \| ---------------------- \| -------------------------------- \| ------------------- \| ------------------- \| \| 1. \| Benoît Cosnefroy \| AG2R La Mondiale \| 14h39m57s \| \| \| 2. \| Alberto Bettiol \| EF Pro Cycling \| + 13s \| \| \| 3. \| Alexys Brunel \| Groupama-FDJ \| + 14s \| \| \| 4. \| Kevin Geniets \| Groupama-FDJ \| + 1m02s \| \| \| 5. \| Lilian Calmejane \| Total Direct Énergie \| + 1m05s \| \| \| 6. \| Aurélien Paret-Peintre \| AG2R La Mondiale \| + 1m26s \| \| \| 7. \| Damien Touzé \| Cofidis \| + 1m45s \| \| \| 8. \| Aimé De Gendt \| Circus-Wanty Gobert \| + 2m14s \| \| \| 9. \| Jimmy Janssens \| Alpecin-Fenix \| + 2m17s \| \| \| 10. \| Edward Planckaert \| Sport Vlaanderen-Baloise \| + 2m19s \| \| \| 11. \| Valentin Madouas \| Groupama-FDJ \| + 2m21s \| \| \| 12. \| Xandro Meurisse \| Circus-Wanty Gobert \| + 2m22s \| \| \| 13. \| Arthur Vichot \| B&B Hotels-Vital Concept p/b KTM \| + 2m22s \| \| \| 14. \| Anthony Perez \| Cofidis \| + 2m28s \| \| \| 15. \| Laurens Huys \| Bingoal-Wallonie Bruxelles \| + 2m33s \| \| |                        |                                  |           |
| |                        |                                  |           |
| Fonte: ProCyclingStats |                        |                                  |           |
| Classificação geral |                        |                                  |           |
| Ciclista | Ciclista               | Equipe                           | Tempo     |
| 1. | Benoît Cosnefroy       | AG2R La Mondiale                 | 14h39m57s |
| 2. | Alberto Bettiol        | EF Pro Cycling                   | + 13s     |
| 3. | Alexys Brunel          | Groupama-FDJ                     | + 14s     |
| 4. | Kevin Geniets          | Groupama-FDJ                     | + 1m02s   |
| 5. | Lilian Calmejane       | Total Direct Énergie             | + 1m05s   |
| 6. | Aurélien Paret-Peintre | AG2R La Mondiale                 | + 1m26s   |
| 7. | Damien Touzé           | Cofidis                          | + 1m45s   |
| 8. | Aimé De Gendt          | Circus-Wanty Gobert              | + 2m14s   |
| 9. | Jimmy Janssens         | Alpecin-Fenix                    | + 2m17s   |
| 10. | Edward Planckaert      | Sport Vlaanderen-Baloise         | + 2m19s   |
| 11. | Valentin Madouas       | Groupama-FDJ                     | + 2m21s   |
| 12. | Xandro Meurisse        | Circus-Wanty Gobert              | + 2m22s   |
| 13. | Arthur Vichot          | B&B Hotels-Vital Concept p/b KTM | + 2m22s   |
| 14. | Anthony Perez          | Cofidis                          | + 2m28s   |
| 15. | Laurens Huys           | Bingoal-Wallonie Bruxelles       | + 2m33s   |

### Classificação da montanha
| Classificação da montanha | Classificação da montanha | Classificação da montanha        | Classificação da montanha | Classificação da montanha |
| Ciclista                  | Ciclista                  | Equipe                           | Pontos                    |                           |
| ------------------------- | ------------------------- | -------------------------------- | ------------------------- | ------------------------- |
| 1.                        | Georg Zimmermann          | CCC Team                         | 28 pts                    |                           |
| 2.                        | Martí Márquez             | Equipo Kern Pharma               | 22 pts                    |                           |
| 3.                        | Simon Clarke              | EF Pro Cycling                   | 18 pts                    |                           |
| 4.                        | Ben O'Connor              | NTT Pro Cycling                  | 14 pts                    |                           |
| 5.                        | Maxime Cam                | B&B Hotels-Vital Concept p/b KTM | 14 pts                    |                           |
| 6.                        | Benoît Cosnefroy          | AG2R La Mondiale                 | 12 pts                    |                           |
| 7.                        | Pierre Latour             | AG2R La Mondiale                 | 10 pts                    |                           |
| 8.                        | Dimitri Claeys            | Cofidis                          | 10 pts                    |                           |
| 9.                        | Kevin Geniets             | Groupama-FDJ                     | 10 pts                    |                           |
| 10.                       | Kamil Małecki             | CCC Team                         | 10 pts                    |                           |

### Classificação dos pontos
| Classificação por pontos | Classificação por pontos | Classificação por pontos | Classificação por pontos | Classificação por pontos |
| Ciclista                 | Ciclista                 | Equipe                   | Pontos                   |                          |
| ------------------------ | ------------------------ | ------------------------ | ------------------------ | ------------------------ |
| 1.                       | Magnus Cort              | EF Pro Cycling           | 66 pts                   |                          |
| 2.                       | Benoît Cosnefroy         | AG2R La Mondiale         | 47 pts                   |                          |
| 3.                       | Alexys Brunel            | Groupama-FDJ             | 44 pts                   |                          |
| 4.                       | Alberto Bettiol          | EF Pro Cycling           | 39 pts                   |                          |
| 5.                       | Ben O'Connor             | NTT Pro Cycling          | 37 pts                   |                          |
| 6.                       | Edvald Boasson Hagen     | NTT Pro Cycling          | 31 pts                   |                          |
| 7.                       | Georg Zimmermann         | CCC Team                 | 28 pts                   |                          |
| 8.                       | Dries De Bondt           | Alpecin-Fenix            | 27 pts                   |                          |
| 9.                       | Tom Devriendt            | Circus-Wanty Gobert      | 25 pts                   |                          |
| 10.                      | Kamil Małecki            | CCC Team                 | 22 pts                   |                          |

### Classificação dos jovens
| Classificação dos jovens | Classificação dos jovens       | Classificação dos jovens   | Classificação dos jovens | Classificação dos jovens |
| Ciclista                 | Ciclista                       | Equipe                     | Tempo                    |                          |
| ------------------------ | ------------------------------ | -------------------------- | ------------------------ | ------------------------ |
| 1.                       | Alexys Brunel                  | Groupama-FDJ               | 14h40m11s                |                          |
| 2.                       | Kevin Geniets                  | Groupama-FDJ               | + 48s                    |                          |
| 3.                       | Laurens Huys                   | Bingoal-Wallonie Bruxelles | + 2m19s                  |                          |
| 4.                       | Daniel Alejandro Méndez Noreña | Equipo Kern Pharma         | + 2m19s                  |                          |
| 5.                       | Thibault Guernalec             | Arkéa-Samsic               | + 2m28s                  |                          |
| 6.                       | Mathieu Burgaudeau             | Total Direct Énergie       | + 2m58s                  |                          |
| 7.                       | Ibon Ruiz                      | Equipo Kern Pharma         | + 3m22s                  |                          |
| 8.                       | Georg Zimmermann               | CCC Team                   | + 3m59s                  |                          |
| 9.                       | Biniam Girmay                  | Nippo-Delko One Provence   | + 4m25s                  |                          |
| 10.                      | Quinn Simmons                  | Trek-Segafredo             | + 5m08s                  |                          |

### Classificação por equipas
| Classificação por equipes | Classificação por equipes        | Classificação por equipes | Classificação por equipes |
| Equipe                    | Equipe                           | Tempo                     |                           |
| ------------------------- | -------------------------------- | ------------------------- | ------------------------- |
| 1.                        | EF Pro Cycling                   | 44h01m40s                 |                           |
| 2.                        | AG2R La Mondiale                 | + 1m03s                   |                           |
| 3.                        | Groupama-FDJ                     | + 1m21s                   |                           |
| 4.                        | CCC Team                         | + 3m55s                   |                           |
| 5.                        | Cofidis                          | + 4m27s                   |                           |
| 6.                        | Alpecin-Fenix                    | + 6m04s                   |                           |
| 7.                        | Total Direct Énergie             | + 6m32s                   |                           |
| 8.                        | Arkéa-Samsic                     | + 6m57s                   |                           |
| 9.                        | B&B Hotels-Vital Concept p/b KTM | + 7m27s                   |                           |
| 10.                       | NTT Pro Cycling                  | + 9m33s                   |                           |

## Evolução das classificações
| Etapa                 | Vencedor              | Classificação geral | Classificação da montanha | Classificação dos pontos | Classificação dos jovens | Classificação por equipas |
| --------------------- | --------------------- | ------------------- | ------------------------- | ------------------------ | ------------------------ | ------------------------- |
| 1.ª                   | Alexys Brunel         | Alexys Brunel       | Georg Zimmermann          | Alexys Brunel            | Alexys Brunel            | Groupama-FDJ              |
| 2.ª                   | Magnus Cort           | Alexys Brunel       | Georg Zimmermann          | Alexys Brunel            | Alexys Brunel            | Groupama-FDJ              |
| 3.ª                   | Dries De Bondt        | Alexys Brunel       | Georg Zimmermann          | Magnus Cort              | Alexys Brunel            | Groupama-FDJ              |
| 4.ª                   | Ben O'Connor          | Benoît Cosnefroy    | Georg Zimmermann          | Magnus Cort              | Alexys Brunel            | EF                        |
| 5.ª                   | Alberto Bettiol       | Benoît Cosnefroy    | Georg Zimmermann          | Magnus Cort              | Alexys Brunel            | EF                        |
| Classificações finais | Classificações finais | Benoît Cosnefroy    | Georg Zimmermann          | Magnus Cort              | Alexys Brunel            | EF                        |

## Ciclistas participantes e posições finais
| Cofidis COF | Cofidis COF          | Cofidis COF |
| ----------- | -------------------- | ----------- |
| Num         | Ciclista             | Pos         |
| 1           | Nicolas Edet (FRA)   |             |
| 2           | Dimitri Claeys (BEL) |             |
| 3           | José Herrada (ESP)   |             |
| 4           | Emmanuel Morin (FRA) |             |
| 5           | Anthony Perez (FRA)  |             |
| 6           | Damien Touzé (FRA)   |             |
| 7           | Julien Vermote (BEL) |             |

| AG2R La Mondiale ALM | AG2R La Mondiale ALM         | AG2R La Mondiale ALM |
| -------------------- | ---------------------------- | -------------------- |
| Num                  | Ciclista                     | Pos                  |
| 11                   | Pierre Latour (FRA)          |                      |
| 12                   | François Bidard (FRA)        |                      |
| 13                   | Benoît Cosnefroy (FRA)       |                      |
| 14                   | Alexis Gougeard (FRA)        |                      |
| 15                   | Clément Venturini (FRA)      |                      |
| 16                   | Aurélien Paret-Peintre (FRA) |                      |
| 17                   | Quentin Jauregui (FRA)       |                      |

| Trek-Segafredo TFS | Trek-Segafredo TFS      | Trek-Segafredo TFS |
| ------------------ | ----------------------- | ------------------ |
| Num                | Ciclista                | Pos                |
| 21                 | Alex Kirsch (LUX)       |                    |
| 22                 | Emīls Liepiņš (LAT)     |                    |
| 23                 | Jacopo Mosca (ITA)      |                    |
| 24                 | Matteo Moschetti (ITA)  |                    |
| 25                 | Ryan Mullen (IRL)       |                    |
| 26                 | Charlie Quaterman (GBR) |                    |
| 27                 | Quinn Simmons (USA)     |                    |

| Groupama-FDJ GFC | Groupama-FDJ GFC        | Groupama-FDJ GFC |
| ---------------- | ----------------------- | ---------------- |
| Num              | Ciclista                | Pos              |
| 31               | Valentin Madouas (FRA)  |                  |
| 32               | Alexys Brunel (FRA)     |                  |
| 33               | Kevin Geniets (LUX)     |                  |
| 34               | Mathieu Ladagnous (FRA) | DNF-1            |
| 35               | Simon Guglielmi (FRA)   |                  |
| 36               | Olivier Le Gac (FRA)    |                  |
| 37               | Benjamin Thomas (FRA)   |                  |

| EF Pro Cycling EF1 | EF Pro Cycling EF1        | EF Pro Cycling EF1 |
| ------------------ | ------------------------- | ------------------ |
| Num                | Ciclista                  | Pos                |
| 41                 | Sean Bennett (USA)        |                    |
| 42                 | Alberto Bettiol (ITA)     |                    |
| 43                 | Simon Clarke (AUS)        |                    |
| 44                 | Magnus Cort (DEN)         |                    |
| 45                 | Sebastian Langeveld (NED) |                    |
| 46                 | Logan Owen (USA)          |                    |
| 47                 | Julius van den Berg (NED) |                    |

| CCC Team CCC | CCC Team CCC                  | CCC Team CCC |
| ------------ | ----------------------------- | ------------ |
| Num          | Ciclista                      | Pos          |
| 51           | Kamil Gradek (POL)            |              |
| 52           | Jonas Koch (GER)              |              |
| 53           | Kamil Małecki (POL)           |              |
| 54           | Jakub Mareczko (ITA)          |              |
| 55           | Michał Paluta (POL) (estrada) |              |
| 56           | Gijs Van Hoecke (BEL)         |              |
| 57           | Georg Zimmermann (GER)        |              |

| NTT Pro Cycling NTT | NTT Pro Cycling NTT        | NTT Pro Cycling NTT |
| ------------------- | -------------------------- | ------------------- |
| Num                 | Ciclista                   | Pos                 |
| 61                  | Edvald Boasson Hagen (NOR) |                     |
| 62                  | Michael Gogl (AUT)         |                     |
| 63                  | Michael Valgren (DEN)      |                     |
| 64                  | Andreas Stokbro (DEN)      |                     |
| 65                  | Ben O'Connor (AUS)         |                     |
| 66                  | Jay Thomson (RSA)          |                     |

| B&B Hotels-Vital Concept p/b KTM BVC | B&B Hotels-Vital Concept p/b KTM BVC | B&B Hotels-Vital Concept p/b KTM BVC |
| ------------------------------------ | ------------------------------------ | ------------------------------------ |
| Num                                  | Ciclista                             | Pos                                  |
| 71                                   | Cyril Barthe (FRA)                   |                                      |
| 72                                   | Kris Boeckmans (BEL)                 |                                      |
| 73                                   | Maxime Cam (FRA)                     |                                      |
| 74                                   | Luca Mozzato (ITA)                   |                                      |
| 75                                   | Sebastian Schönberger (AUT)          |                                      |
| 76                                   | Arnaud Courteille (FRA)              |                                      |
| 77                                   | Arthur Vichot (FRA)                  |                                      |

| Sport Vlaanderen-Baloise SVB | Sport Vlaanderen-Baloise SVB | Sport Vlaanderen-Baloise SVB |
| ---------------------------- | ---------------------------- | ---------------------------- |
| Num                          | Ciclista                     | Pos                          |
| 81                           | Lindsay De Vylder (BEL)      |                              |
| 82                           | Robbe Ghys (BEL)             |                              |
| 83                           | Thimo Willems (BEL)          |                              |
| 84                           | Edward Planckaert (BEL)      |                              |
| 85                           | Kenneth Van Rooy (BEL)       |                              |
| 86                           | Jordi Warlop (BEL)           | DNF-1                        |
| 87                           | Sasha Weemaes (BEL)          |                              |

| Arkéa-Samsic ARK | Arkéa-Samsic ARK         | Arkéa-Samsic ARK |
| ---------------- | ------------------------ | ---------------- |
| Num              | Ciclista                 | Pos              |
| 91               | Diego Rosa (ITA)         |                  |
| 92               | Romain Le Roux (FRA)     |                  |
| 93               | Thomas Boudat (FRA)      |                  |
| 94               | Thibault Guernalec (FRA) |                  |
| 95               | Clément Russo (FRA)      |                  |
| 96               | Romain Hardy (FRA)       |                  |
| 97               | Alan Riou (FRA)          |                  |

| Bingoal-Wallonie Bruxelles WVA | Bingoal-Wallonie Bruxelles WVA | Bingoal-Wallonie Bruxelles WVA |
| ------------------------------ | ------------------------------ | ------------------------------ |
| Num                            | Ciclista                       | Pos                            |
| 101                            | Sean De Bie (BEL)              |                                |
| 102                            | Laurens Huys (BEL)             |                                |
| 103                            | Eliot Lietaer (BEL)            |                                |
| 104                            | Ludovic Robeet (BEL)           |                                |
| 105                            | Franklin Six (BEL)             |                                |
| 106                            | Luc Wirtgen (LUX)              |                                |
| 107                            | Lionel Taminiaux (BEL)         |                                |

| Nippo-Delko One Provence NDP | Nippo-Delko One Provence NDP | Nippo-Delko One Provence NDP |
| ---------------------------- | ---------------------------- | ---------------------------- |
| Num                          | Ciclista                     | Pos                          |
| 111                          | Pierre Barbier (FRA)         |                              |
| 112                          | Fumiyuki Beppu (JPN)         |                              |
| 113                          | Alessandro Fedeli (ITA)      |                              |
| 114                          | Mauro Finetto (ITA)          |                              |
| 115                          | Biniam Girmay (ERI)          |                              |
| 116                          | José Gonçalves (POR)         |                              |
| 117                          | Atsushi Oka (JPN)            |                              |

| Circus-Wanty Gobert CWG | Circus-Wanty Gobert CWG | Circus-Wanty Gobert CWG |
| ----------------------- | ----------------------- | ----------------------- |
| Num                     | Ciclista                | Pos                     |
| 121                     | Alfdan De Decker (BEL)  |                         |
| 122                     | Aimé De Gendt (BEL)     |                         |
| 123                     | Jasper De Plus (BEL)    |                         |
| 124                     | Tom Devriendt (BEL)     |                         |
| 125                     | Xandro Meurisse (BEL)   |                         |
| 126                     | Boy van Poppel (NED)    |                         |
| 127                     | Danny van Poppel (NED)  |                         |

| Alpecin-Fenix AFC | Alpecin-Fenix AFC          | Alpecin-Fenix AFC |
| ----------------- | -------------------------- | ----------------- |
| Num               | Ciclista                   | Pos               |
| 131               | Dries De Bondt (BEL)       |                   |
| 132               | Alexander Krieger (GER)    |                   |
| 133               | Senne Leysen (BEL)         |                   |
| 134               | Roy Jans (BEL)             |                   |
| 135               | Jimmy Janssens (BEL)       |                   |
| 136               | Alexander Richardson (GBR) |                   |
| 137               | Scott Thwaites (GBR)       |                   |

| Total Direct Énergie TDE | Total Direct Énergie TDE | Total Direct Énergie TDE |
| ------------------------ | ------------------------ | ------------------------ |
| Num                      | Ciclista                 | Pos                      |
| 141                      | Mathieu Burgaudeau (FRA) |                          |
| 142                      | Lilian Calmejane (FRA)   |                          |
| 143                      | Jérôme Cousin (FRA)      |                          |
| 144                      | Jonathan Hivert (FRA)    |                          |
| 145                      | Lorrenzo Manzin (FRA)    |                          |
| 146                      | Paul Ourselin (FRA)      |                          |
| 147                      | Anthony Turgis (FRA)     |                          |

| Saint Michel-Auber 93 AUB | Saint Michel-Auber 93 AUB | Saint Michel-Auber 93 AUB |
| ------------------------- | ------------------------- | ------------------------- |
| Num                       | Ciclista                  | Pos                       |
| 151                       | Bryan Alaphilippe (FRA)   |                           |
| 152                       | Morne van Niekerk (RSA)   |                           |
| 153                       | Adrien Guillonnet (FRA)   |                           |
| 154                       | Tony Hurel (FRA)          |                           |
| 155                       | Anthony Maldonado (FRA)   |                           |
| 156                       | Baptiste Bleier (FRA)     |                           |
| 157                       | Flavien Maurelet (FRA)    |                           |

| Equipo Kern Pharma EKP | Equipo Kern Pharma EKP               | Equipo Kern Pharma EKP |
| ---------------------- | ------------------------------------ | ---------------------- |
| Num                    | Ciclista                             | Pos                    |
| 161                    | Roger Adrià (ESP)                    |                        |
| 162                    | Francisco Galván (ESP)               |                        |
| 163                    | Martí Márquez (ESP)                  |                        |
| 164                    | Martín Bouzas (ESP)                  |                        |
| 165                    | Daniel Alejandro Méndez Noreña (COL) |                        |
| 166                    | Ibon Ruiz (ESP)                      |                        |
| 167                    | Sergio Tu (TPE)                      | DNF-1                  |

| Natura4Ever-Roubaix Lille Métropole NRL | Natura4Ever-Roubaix Lille Métropole NRL | Natura4Ever-Roubaix Lille Métropole NRL |
| --------------------------------------- | --------------------------------------- | --------------------------------------- |
| Num                                     | Ciclista                                | Pos                                     |
| 171                                     | Christophe Masson (FRA)                 |                                         |
| 172                                     | Tom Dernies (BEL)                       |                                         |
| 173                                     | Julien Antomarchi (FRA)                 |                                         |
| 174                                     | Samuel Leroux (FRA)                     |                                         |
| 175                                     | Jordan Levasseur (FRA)                  |                                         |
| 176                                     | Jérémy Leveau (FRA)                     |                                         |
| 177                                     | Emiel Vermeulen (BEL)                   |                                         |

| Beltrami TSA-Marchiol BTM | Beltrami TSA-Marchiol BTM | Beltrami TSA-Marchiol BTM |
| ------------------------- | ------------------------- | ------------------------- |
| Num                       | Ciclista                  | Pos                       |
| 181                       | Filippo Baroncini (ITA)   |                           |
| 182                       | Gregorio Ferri (ITA)      |                           |
| 183                       | Marco Grendene (ITA)      |                           |
| 184                       | Massimo Orlandi (ITA)     |                           |
| 185                       | Nicolò Parisini (ITA)     |                           |
| 186                       | Thomas Pesenti (ITA)      |                           |
| 187                       | Matúš Štoček (SVK)        |                           |

| Cambodia Cycling Academy CCA | Cambodia Cycling Academy CCA | Cambodia Cycling Academy CCA |
| ---------------------------- | ---------------------------- | ---------------------------- |
| Num                          | Ciclista                     | Pos                          |
| 191                          | Samy Aurignac (FRA)          |                              |
| 192                          | Florian Dumourier (FRA)      |                              |
| 193                          | Gabriel Muller (FRA)         | DNF-1                        |
| 194                          | Florian Hudry (FRA)          |                              |
| 195                          | Antoine Berlin (MON)         | DNF-1                        |
| 196                          | Matvey Mamykin (RUS)         | DNF-1                        |
| 197                          | Roman Maikin (RUS)           |                              |

| Cofidis COF | Cofidis COF          | Cofidis COF |
| ----------- | -------------------- | ----------- |
| Num         | Ciclista             | Pos         |
| 1           | Nicolas Edet (FRA)   |             |
| 2           | Dimitri Claeys (BEL) |             |
| 3           | José Herrada (ESP)   |             |
| 4           | Emmanuel Morin (FRA) |             |
| 5           | Anthony Perez (FRA)  |             |
| 6           | Damien Touzé (FRA)   |             |
| 7           | Julien Vermote (BEL) |             |

| AG2R La Mondiale ALM | AG2R La Mondiale ALM         | AG2R La Mondiale ALM |
| -------------------- | ---------------------------- | -------------------- |
| Num                  | Ciclista                     | Pos                  |
| 11                   | Pierre Latour (FRA)          |                      |
| 12                   | François Bidard (FRA)        |                      |
| 13                   | Benoît Cosnefroy (FRA)       |                      |
| 14                   | Alexis Gougeard (FRA)        |                      |
| 15                   | Clément Venturini (FRA)      |                      |
| 16                   | Aurélien Paret-Peintre (FRA) |                      |
| 17                   | Quentin Jauregui (FRA)       |                      |

| Trek-Segafredo TFS | Trek-Segafredo TFS      | Trek-Segafredo TFS |
| ------------------ | ----------------------- | ------------------ |
| Num                | Ciclista                | Pos                |
| 21                 | Alex Kirsch (LUX)       |                    |
| 22                 | Emīls Liepiņš (LAT)     |                    |
| 23                 | Jacopo Mosca (ITA)      |                    |
| 24                 | Matteo Moschetti (ITA)  |                    |
| 25                 | Ryan Mullen (IRL)       |                    |
| 26                 | Charlie Quaterman (GBR) |                    |
| 27                 | Quinn Simmons (USA)     |                    |

| Groupama-FDJ GFC | Groupama-FDJ GFC        | Groupama-FDJ GFC |
| ---------------- | ----------------------- | ---------------- |
| Num              | Ciclista                | Pos              |
| 31               | Valentin Madouas (FRA)  |                  |
| 32               | Alexys Brunel (FRA)     |                  |
| 33               | Kevin Geniets (LUX)     |                  |
| 34               | Mathieu Ladagnous (FRA) | DNF-1            |
| 35               | Simon Guglielmi (FRA)   |                  |
| 36               | Olivier Le Gac (FRA)    |                  |
| 37               | Benjamin Thomas (FRA)   |                  |

| EF Pro Cycling EF1 | EF Pro Cycling EF1        | EF Pro Cycling EF1 |
| ------------------ | ------------------------- | ------------------ |
| Num                | Ciclista                  | Pos                |
| 41                 | Sean Bennett (USA)        |                    |
| 42                 | Alberto Bettiol (ITA)     |                    |
| 43                 | Simon Clarke (AUS)        |                    |
| 44                 | Magnus Cort (DEN)         |                    |
| 45                 | Sebastian Langeveld (NED) |                    |
| 46                 | Logan Owen (USA)          |                    |
| 47                 | Julius van den Berg (NED) |                    |

| CCC Team CCC | CCC Team CCC                  | CCC Team CCC |
| ------------ | ----------------------------- | ------------ |
| Num          | Ciclista                      | Pos          |
| 51           | Kamil Gradek (POL)            |              |
| 52           | Jonas Koch (GER)              |              |
| 53           | Kamil Małecki (POL)           |              |
| 54           | Jakub Mareczko (ITA)          |              |
| 55           | Michał Paluta (POL) (estrada) |              |
| 56           | Gijs Van Hoecke (BEL)         |              |
| 57           | Georg Zimmermann (GER)        |              |

| NTT Pro Cycling NTT | NTT Pro Cycling NTT        | NTT Pro Cycling NTT |
| ------------------- | -------------------------- | ------------------- |
| Num                 | Ciclista                   | Pos                 |
| 61                  | Edvald Boasson Hagen (NOR) |                     |
| 62                  | Michael Gogl (AUT)         |                     |
| 63                  | Michael Valgren (DEN)      |                     |
| 64                  | Andreas Stokbro (DEN)      |                     |
| 65                  | Ben O'Connor (AUS)         |                     |
| 66                  | Jay Thomson (RSA)          |                     |

| B&B Hotels-Vital Concept p/b KTM BVC | B&B Hotels-Vital Concept p/b KTM BVC | B&B Hotels-Vital Concept p/b KTM BVC |
| ------------------------------------ | ------------------------------------ | ------------------------------------ |
| Num                                  | Ciclista                             | Pos                                  |
| 71                                   | Cyril Barthe (FRA)                   |                                      |
| 72                                   | Kris Boeckmans (BEL)                 |                                      |
| 73                                   | Maxime Cam (FRA)                     |                                      |
| 74                                   | Luca Mozzato (ITA)                   |                                      |
| 75                                   | Sebastian Schönberger (AUT)          |                                      |
| 76                                   | Arnaud Courteille (FRA)              |                                      |
| 77                                   | Arthur Vichot (FRA)                  |                                      |

| Sport Vlaanderen-Baloise SVB | Sport Vlaanderen-Baloise SVB | Sport Vlaanderen-Baloise SVB |
| ---------------------------- | ---------------------------- | ---------------------------- |
| Num                          | Ciclista                     | Pos                          |
| 81                           | Lindsay De Vylder (BEL)      |                              |
| 82                           | Robbe Ghys (BEL)             |                              |
| 83                           | Thimo Willems (BEL)          |                              |
| 84                           | Edward Planckaert (BEL)      |                              |
| 85                           | Kenneth Van Rooy (BEL)       |                              |
| 86                           | Jordi Warlop (BEL)           | DNF-1                        |
| 87                           | Sasha Weemaes (BEL)          |                              |

| Arkéa-Samsic ARK | Arkéa-Samsic ARK         | Arkéa-Samsic ARK |
| ---------------- | ------------------------ | ---------------- |
| Num              | Ciclista                 | Pos              |
| 91               | Diego Rosa (ITA)         |                  |
| 92               | Romain Le Roux (FRA)     |                  |
| 93               | Thomas Boudat (FRA)      |                  |
| 94               | Thibault Guernalec (FRA) |                  |
| 95               | Clément Russo (FRA)      |                  |
| 96               | Romain Hardy (FRA)       |                  |
| 97               | Alan Riou (FRA)          |                  |

| Bingoal-Wallonie Bruxelles WVA | Bingoal-Wallonie Bruxelles WVA | Bingoal-Wallonie Bruxelles WVA |
| ------------------------------ | ------------------------------ | ------------------------------ |
| Num                            | Ciclista                       | Pos                            |
| 101                            | Sean De Bie (BEL)              |                                |
| 102                            | Laurens Huys (BEL)             |                                |
| 103                            | Eliot Lietaer (BEL)            |                                |
| 104                            | Ludovic Robeet (BEL)           |                                |
| 105                            | Franklin Six (BEL)             |                                |
| 106                            | Luc Wirtgen (LUX)              |                                |
| 107                            | Lionel Taminiaux (BEL)         |                                |

| Nippo-Delko One Provence NDP | Nippo-Delko One Provence NDP | Nippo-Delko One Provence NDP |
| ---------------------------- | ---------------------------- | ---------------------------- |
| Num                          | Ciclista                     | Pos                          |
| 111                          | Pierre Barbier (FRA)         |                              |
| 112                          | Fumiyuki Beppu (JPN)         |                              |
| 113                          | Alessandro Fedeli (ITA)      |                              |
| 114                          | Mauro Finetto (ITA)          |                              |
| 115                          | Biniam Girmay (ERI)          |                              |
| 116                          | José Gonçalves (POR)         |                              |
| 117                          | Atsushi Oka (JPN)            |                              |

| Circus-Wanty Gobert CWG | Circus-Wanty Gobert CWG | Circus-Wanty Gobert CWG |
| ----------------------- | ----------------------- | ----------------------- |
| Num                     | Ciclista                | Pos                     |
| 121                     | Alfdan De Decker (BEL)  |                         |
| 122                     | Aimé De Gendt (BEL)     |                         |
| 123                     | Jasper De Plus (BEL)    |                         |
| 124                     | Tom Devriendt (BEL)     |                         |
| 125                     | Xandro Meurisse (BEL)   |                         |
| 126                     | Boy van Poppel (NED)    |                         |
| 127                     | Danny van Poppel (NED)  |                         |

| Alpecin-Fenix AFC | Alpecin-Fenix AFC          | Alpecin-Fenix AFC |
| ----------------- | -------------------------- | ----------------- |
| Num               | Ciclista                   | Pos               |
| 131               | Dries De Bondt (BEL)       |                   |
| 132               | Alexander Krieger (GER)    |                   |
| 133               | Senne Leysen (BEL)         |                   |
| 134               | Roy Jans (BEL)             |                   |
| 135               | Jimmy Janssens (BEL)       |                   |
| 136               | Alexander Richardson (GBR) |                   |
| 137               | Scott Thwaites (GBR)       |                   |

| Total Direct Énergie TDE | Total Direct Énergie TDE | Total Direct Énergie TDE |
| ------------------------ | ------------------------ | ------------------------ |
| Num                      | Ciclista                 | Pos                      |
| 141                      | Mathieu Burgaudeau (FRA) |                          |
| 142                      | Lilian Calmejane (FRA)   |                          |
| 143                      | Jérôme Cousin (FRA)      |                          |
| 144                      | Jonathan Hivert (FRA)    |                          |
| 145                      | Lorrenzo Manzin (FRA)    |                          |
| 146                      | Paul Ourselin (FRA)      |                          |
| 147                      | Anthony Turgis (FRA)     |                          |

| Saint Michel-Auber 93 AUB | Saint Michel-Auber 93 AUB | Saint Michel-Auber 93 AUB |
| ------------------------- | ------------------------- | ------------------------- |
| Num                       | Ciclista                  | Pos                       |
| 151                       | Bryan Alaphilippe (FRA)   |                           |
| 152                       | Morne van Niekerk (RSA)   |                           |
| 153                       | Adrien Guillonnet (FRA)   |                           |
| 154                       | Tony Hurel (FRA)          |                           |
| 155                       | Anthony Maldonado (FRA)   |                           |
| 156                       | Baptiste Bleier (FRA)     |                           |
| 157                       | Flavien Maurelet (FRA)    |                           |

| Equipo Kern Pharma EKP | Equipo Kern Pharma EKP               | Equipo Kern Pharma EKP |
| ---------------------- | ------------------------------------ | ---------------------- |
| Num                    | Ciclista                             | Pos                    |
| 161                    | Roger Adrià (ESP)                    |                        |
| 162                    | Francisco Galván (ESP)               |                        |
| 163                    | Martí Márquez (ESP)                  |                        |
| 164                    | Martín Bouzas (ESP)                  |                        |
| 165                    | Daniel Alejandro Méndez Noreña (COL) |                        |
| 166                    | Ibon Ruiz (ESP)                      |                        |
| 167                    | Sergio Tu (TPE)                      | DNF-1                  |

| Natura4Ever-Roubaix Lille Métropole NRL | Natura4Ever-Roubaix Lille Métropole NRL | Natura4Ever-Roubaix Lille Métropole NRL |
| --------------------------------------- | --------------------------------------- | --------------------------------------- |
| Num                                     | Ciclista                                | Pos                                     |
| 171                                     | Christophe Masson (FRA)                 |                                         |
| 172                                     | Tom Dernies (BEL)                       |                                         |
| 173                                     | Julien Antomarchi (FRA)                 |                                         |
| 174                                     | Samuel Leroux (FRA)                     |                                         |
| 175                                     | Jordan Levasseur (FRA)                  |                                         |
| 176                                     | Jérémy Leveau (FRA)                     |                                         |
| 177                                     | Emiel Vermeulen (BEL)                   |                                         |

| Beltrami TSA-Marchiol BTM | Beltrami TSA-Marchiol BTM | Beltrami TSA-Marchiol BTM |
| ------------------------- | ------------------------- | ------------------------- |
| Num                       | Ciclista                  | Pos                       |
| 181                       | Filippo Baroncini (ITA)   |                           |
| 182                       | Gregorio Ferri (ITA)      |                           |
| 183                       | Marco Grendene (ITA)      |                           |
| 184                       | Massimo Orlandi (ITA)     |                           |
| 185                       | Nicolò Parisini (ITA)     |                           |
| 186                       | Thomas Pesenti (ITA)      |                           |
| 187                       | Matúš Štoček (SVK)        |                           |

| Cambodia Cycling Academy CCA | Cambodia Cycling Academy CCA | Cambodia Cycling Academy CCA |
| ---------------------------- | ---------------------------- | ---------------------------- |
| Num                          | Ciclista                     | Pos                          |
| 191                          | Samy Aurignac (FRA)          |                              |
| 192                          | Florian Dumourier (FRA)      |                              |
| 193                          | Gabriel Muller (FRA)         | DNF-1                        |
| 194                          | Florian Hudry (FRA)          |                              |
| 195                          | Antoine Berlin (MON)         | DNF-1                        |
| 196                          | Matvey Mamykin (RUS)         | DNF-1                        |
| 197                          | Roman Maikin (RUS)           |                              |

Convenções:
- AB-N: Abandono na etapa "N"
- FLT-N: Retiro por chegada fora do limite de tempo na etapa "N"
- NTS-N: Não tomou a saída para a etapa "N"
- DES-N: Desclassificado ou expulsado na etapa "N"

## UCI World Ranking
A Estrela de Bessèges outorgou pontos para o UCI World Ranking para corredores das equipas nas categorias UCI WorldTeam, UCI ProTeam e Continental. As seguintes tabelas são o barómetro de pontuação e os 10 corredores que obtiveram mais pontos:
| Posição             | 1.º | 2.º | 3.º | 4.º | 5.º | 6.º | 7.º | 8.º | 9.º | 10.º | 11.º | 12.º | 13.º-15.º | 16.º-25.º |
| Classificação geral | 125 | 85  | 70  | 60  | 50  | 40  | 35  | 30  | 25  | 20   | 15   | 10   | 5         | 3         |
| Por etapa           | 14  | 5   | 3   |     |     |     |     |     |     |      |      |      |           |           |
| Líder               | 3   |     |     |     |     |     |     |     |     |      |      |      |           |           |

| Classificação |                        |                            |       |       |       |       |
| Posição       | Ciclista               | Equipa                     | Geral | Etapa | Líder | Total |
| ------------- | ---------------------- | -------------------------- | ----- | ----- | ----- | ----- |
| 1.º           | Benoît Cosnefroy       | AG2R La Mondiale           | 125   | 5     | 3     | 133   |
| 2.º           | Alberto Bettiol        | EF                         | 85    | 14    | -     | 99    |
| 3.º           | Alexys Brunel          | Groupama-FDJ               | 70    | 14    | 9     | 93    |
| 4.º           | Kevin Geniets          | Groupama-FDJ               | 60    | -     | -     | 60    |
| 5.º           | Lilian Calmejane       | Total Direct Énergie       | 50    | -     | -     | 50    |
| 6.º           | Aurélien Paret-Peintre | AG2R La Mondiale           | 40    | -     | -     | 40    |
| 7.º           | Damien Touzé           | Cofidis, Solutions Crédits | 35    | -     | -     | 35    |
| 8.º           | Aimé De Gendt          | Circus-Wanty Gobert        | 30    | -     | -     | 30    |
| 9.º           | Jimmy Janssens         | Alpecin-Fenix              | 25    | -     | -     | 25    |
| 10.º          | Edward Planckaert      | Sport Vlaanderen-Baloise   | 20    | 3     | -     | 23    |